# American Skin (41 Shots)
American Skin (41 Shots) är en låt skriven av Bruce Springsteen som baseras på en sann händelse när Amadou Diallo blev ihjälskjuten av fyra poliser i New York.
Den obeväpnade Amadou Diallo blev skjuten med 41 skott. Detta ledde till diskussioner om polisens brutalitet i det sena 90-talets New York (där Rudy Giuliani har blivit hårt kritiserad som borgmästare). Det har även framkommit misstankar om att dådet skulle vara maskerat som nödvärn fast skotten egentligen avfyrades av rasistiska grunder (detta påstående har dock aldrig lyckats bevisas).
Låten framfördes för första gången live den 4 juni 2000 i Atlanta, men den mer kända versionen är från Madison Square Garden 2000.